# Pseudotorymus regalis
Pseudotorymus regalis är en stekelart som beskrevs av Askew 2006. Pseudotorymus regalis ingår i släktet Pseudotorymus och familjen gallglanssteklar.
Artens utbredningsområde är Iran. Inga underarter finns listade i Catalogue of Life.